# Rajapur
Rajapur là một thành phố và là nơi đặt hội đồng đô thị (municipal council) của quận Ratnagiri thuộc bang Maharashtra, Ấn Độ.

## Địa lý
Rajapur có vị trí 16°40′B 73°31′Đ / 16,67°B 73,52°Đ Nó có độ cao trung bình là 72 mét (236 feet).

## Nhân khẩu
Theo điều tra dân số năm 2001 của Ấn Độ, Rajapur có dân số 10.499 người. Phái nam chiếm 50% tổng số dân và phái nữ chiếm 50%. Rajapur có tỷ lệ 78% biết đọc biết viết, cao hơn tỷ lệ trung bình toàn quốc là 59,5%: tỷ lệ cho phái nam là 82%, và tỷ lệ cho phái nữ là 74%. Tại Rajapur, 12% dân số nhỏ hơn 6 tuổi.